# اختر آبی پرمو
اختر آبی پرمو (نام علمی: Amsonia tomentosa) نام یک گونه از سرده اختر آبی است.